# 小西愛衣
小西 愛衣（こにし めい、1995年5月27日 - ）は、日本の元女子バレーボール選手。

## 来歴
岐阜県高山市出身。2人姉妹の長女。小学5年生のとき、友人に誘われてバレーボールを始めた。
2014年1月、県立岐阜商業高等学校3年生時第66回全日本バレーボール高等学校選手権大会（春高バレー）に出場。3回戦敗退。
2018年2月にKUROBEアクアフェアリーズへ入団内定。新和工業株式会社に所属。
中京大学四年次に右膝半月板損傷のケガを負っていたことから、KUROBEアクアフェアリーズに入団したあと最初の1シーズンはリハビリの日々を過ごした。
2019年10月12日、V.LEAGUE DIVISION1 WOMEN 2019-20シーズン、PFUブルーキャッツとの開幕戦においてV1出場を記録。
2020年6月3日、KUROBEアクアフェアリーズの新体制が発表され、小西は浮島杏加子とともに副キャプテンに就任した。
2021年7月16日、2021-22シーズンのチームユニフォーム刷新に伴い、小西の背番号が「15」から「2」に変更された。
2022年5月31日をもって現役を引退した。

## 所属チーム
- 高山市立北小学校[2]
- 高山市立中山中学校[2]
- 岐阜県立岐阜商業高等学校 #5（2年生時） → #1（3年生時）[1]
- 中京大学 #2[1]
- KUROBEアクアフェアリーズ #15 → #2（2018-2022年）

## 個人成績
V.LEAGUEの個人成績は下記の通り（交流戦・プレーオフを含む）。
| 大会            | チーム          | 出場     | 出場        | アタック | アタック | アタック | アタック | バックアタック | バックアタック | バックアタック | バックアタック | アタック 決定本数 | ブロック | ブロック       | サーブ | サーブ         | サーブ   | サーブ | サーブ | サーブ   | サーブレシーブ | サーブレシーブ | サーブレシーブ | サーブレシーブ | 総得点      | 総得点      | 総得点   | 総得点      |
| --------------- | --------------- | -------- | ----------- | -------- | -------- | -------- | -------- | -------------- | -------------- | -------------- | -------------- | ----------------- | -------- | -------------- | ------ | -------------- | -------- | ------ | ------ | -------- | -------------- | -------------- | -------------- | -------------- | ----------- | ----------- | -------- | ----------- |
| 大会            | チーム          | 試 合 数 | セ ッ ト 数 | 打 数    | 得 点    | 失 点    | 決 定 率 | 打 数          | 得 点          | 失 点          | 決 定 率       | セ ッ ト 平 均    | 得 点    | セ ッ ト 平 均 | 打 数  | ノ 丨 タ ッ チ | エ 丨 ス | 失 点  | 効 果  | 効 果 率 | 受 数          | 成 功 ・ 優    | 成 功 ・ 良    | 成 功 率       | ア タ ッ ク | ブ ロ ッ ク | サ 丨 ブ | 得 点 合 計 |
| V1 2020-21      | KUROBE          | 24       | 85          | 34       | 13       | 1        | 38.2     | 0              | 0              | 0              | -              | 0.15              | 5        | 0.06           | 277    | 0              | 8        | 23     | 55     | 5.8      | 2              | 0              | 1              | 25.0           | 13          | 5           | 8        | 26          |
| CM 2020-21      | KUROBE          | 2        | 7           | 5        | 3        | 0        | 60.0     | 0              | 0              | 0              | -              | 0.43              | 3        | 0.43           | 19     | 0              | 0        | 2      | 3      | 1.3      | 0              | 0              | 0              | -              | 3           | 3           | 0        | 6           |
| V1 2019-20      | KUROBE          | 24       | 84          | 35       | 13       | 0        | 37.1     | 0              | 0              | 0              | -              | 0.15              | 6        | 0.07           | 248    | 1              | 3        | 28     | 46     | 3.4      | 6              | 1              | 0              | 16.7           | 13          | 6           | 4        | 23          |
| 通算：3シーズン | 通算：3シーズン | 50       | 176         | 74       | 29       | 1        | 39.2     | 0              | 0              | 0              | -              | 0.16              | 14       | 0.08           | 544    | 1              | 11       | 53     | 104    | 4.5      | 8              | 1              | 1              | 18.8           | 29          | 14          | 12       | 55          |

## 出演

### YouTube
【公式】KUROBEアクアフェアリーズ 
- KUROBEアクアフェアリーズ〜#15小西愛衣〜（2020年7月13日）
- 「PPAP-2020-」KUROBEアクアフェアリーズ編（2020年5月11日）

 週刊激スポ!! 
- Vリーグ・KUROBEアクアフェアリーズ 星加輝×小西愛衣 セッター対談！（youtube ver.）（2020年9月14日）
- ケガから復帰の大型セッター・小西愛衣

### Twitter
KUROBEアクアフェアリーズ【公式】 
- ごめんなさい。反省してます。（2020年9月2日）
- 撮影の合間に遊んでる選手が（2020年9月2日）

 小西 愛衣 
- さきさんの撮影の裏側でTikTok撮って遊んでました（2020年9月2日）

### Facebook
KUROBEアクアフェアリーズ 
- 富山トヨタイベントにて令和2年7月豪雨被災地への #募金活動 を行います。（2020年7月12日）

### ラジオ
AQUA BEAR 
- 2018年06月14日 放送分
- 2018年07月05日 放送分
- 2018年10月25日 放送分
- 2018年12月06日 放送分
- 2019年01月31日 放送分
- 2019年03月14日 放送分
- 2019年05月09日 放送分
- 2019年07月11日 放送分
- 2019年08月08日 放送分
- 2019年10月10日 放送分
- 2019年12月12日 放送分
- 2020年01月23日 放送分
- 2020年02月20日 放送分
- 2020年04月16日 放送分
- 2020年05月14日 放送分
- 2020年07月23日 放送分
- 2020年09月17日 放送分
- 2020年11月12日 放送分
- 2021年02月18日 放送分
- 2021年03月18日 放送分
- 2021年04月08日 放送分

 FMとやま 
- 富山のスポーツ応援団“体育会ラジオ”（2019年11月14日）[13]